# Reacció de Doebner
La reacció de Doebner és la reacció química d'una anilina amb un aldehid i àcid pirúvic per formar àcids carboxílics-4-quinolina.